# Termoizolație minerală
Termoizolația minerală este un material modern, folosit la termoizolarea caselor.
O termoizolație minerală are în componență doar elemente ce se găsesc în natură: var, nisip, gips, apă. 
Un material mineral natural nu are impact negativ asupra mediului sau persoanelor, fiind un produs ecologic, nepoluant, conceput și fabricat din materiale minerale naturale regăsite pe scară largă în natură și care are o rezistență sporită în timp.
Este un material rezistent la foc, la compresiune și la apă, cu o rezistență termică foarte bună si cu o durată de viață mult mai lungă decât media produselor convenționale.
Avantaje
Printre cele mai importante avantaje se pot enumera:
- Rezistența la foc - Clasată cu clasa de reacție la foc A1, termoizolația minerală nu se aprinde nici măcar sub acțiunea unei surse de foc aplicate direct. În scenariul unui caz real, prezența unui incendiu apărut fie la interiorul, fie la exteriorul unui imobil, nu reprezintă un factor de risc, termoizolația nepermițând întreținerea sau propagarea focului.
- Respirabilitate - Un atribuit la fel de important este permeabilitatea la vapori. Astfel riscul de apariție a mucegaiului dispare datorită structurii poroase care nu permite crearea sau întreținerea unui mediu umed la nivelul peretelui, nefavorizând condițiile de apariție și dezvoltare a mucegaiului.
- Structura plăcilor minerale - Datorită componentelor minerale anorganice folosite, structura termoizolației minerale nu va fi afectată de apă, rozătoare și alți factori externi. În comparație cu materiale termoizolatoare convenționale, este un suport solid pentru tencuiala decorativă sau placările cu piatra naturală.
- Rezistența mare la compresiune - Are cea mai mare valoare existentă pe piața din categoria sistemelor de termoizolație. Fațada este solidă și plină, rezistența crescută la lovituri fiind de minimum 0,4 N/mm2. Acest aspect protejează atât împotriva șocurilor mecanice (materialul plin creează corp comun cu zidul) cât și o suprafață solidă și potrivită pentru fixarea elementelor decorative chiar și în cazul celor cu greutate mare, precum piatra decorativă.
- Coductivitate termică - Miliardele de pori de aer înglobați în structura plăcilor ajută la economisirea energiei termice. Termoizolația din placi minerale naturale este un bun izolator, constituind o bariera termică între mediul exterior și cel interior cu o conductivitate termică de 0,050 W/mK.
- Durabilitate - Ca un material să dăinuie în timp este necesar ca acesta să își păstreze caracteristicile fizico-chimice. Toate elementele folosite în producerea termoizolației (nisip, var, ciment) sunt materiale ce nu își schimbă proprietățile sub influența factorilor externi la care este supusă în decursul timpului, astfel își păstrează forma fizică și proprietățile termoizolatoare.
- Bariera fonică - Are un grad ridicat de eficiență împotriva zgomotului aerian direct favorizând astfel un mediu liniștit.
- Precizie dimensională - atât înainte de punerea în operă cât și după, plăcile termoizolatoare minerale își păstrează dimensiunile indiferent de factorii externi precum umiditate și diferențe de temperatură, resimțite la trecerea anotimpurilor sau a ciclurilor zi/noapte.

Utilizare
Plăcile pentru izolație se pot utiliza pentru:
Placarea exterioară a zidăriei, placarea interioară, placarea planșeelor și a structurii de rezistență. Placarea fiind posibila pe orice fel de suport de zidărie.